# Кетрін Хейхо
Кетрін Енн Скотт Хейхо (англ. Katharine Anne Scott Hayhoe, *15 квітня 1972, м. Торонто, Канада) — американська науковиця канадського походження, дослідниця атмосфери, кліматологиня, натуралістка, політологиня, захисниця довкілля, комунікаторка зміни клімату, викладачка університету. Професор політології в Техаському технічному університеті, директор Центру кліматичних наук.  Генеральна директорка консалтингової фірми ATMOS Research and Consulting.

## Раннє життя та освіта
Хейхо родом із м. Торонто провінції Онтаріо, Канада.
Хейхо отримала диплом з фізики та астрономії в Університеті Торонто, ступінь магістра і науковий ступінь з науки про атмосферу в Університеті Іллінойсу в Урбані-Шампейн. Комітет із захисту її наукового ступеню очолював Дональд Веблз.  

## Кар'єра
З 2005 року Хейхо працює в Техаському технічному університеті. Вона є авторкою понад 120 рецензованих публікацій і книги «Клімат для змін: факти глобального потепління для рішень, основаних на вірі» у співавторстві з своїм чоловіком Ендрю Фарлі.
Співавторка деяких звітів для Програми США з дослідження глобальних змін, а також деяких звітів Національної академії наук, включаючи 3-ю Національну оцінку клімату, опубліковану 6 травня 2014 року. Незабаром після оприлюднення звіту Хейхо сказала: "Зміна клімату тут і зараз, а не в далекому часі або місці", додавши, що "вибори, які ми робимо сьогодні, матимуть значний вплив на наше майбутнє".  Виконувала функції експертки-рецензентки Міжурядової групи експертів зі зміни клімату.
Названа професором Джоном Авраамом "можливо найкращим комунікатором з питань зміни клімату". Журнал Time включив Кетрін Хейхо до 100 найвпливовіших людей у 2014 році.   У 2014 році Американський геофізичний союз присудив їй свою нагороду з питань кліматичних комунікацій. Перший епізод документального телесеріалу «Роки небезпечного життя» відображає її роботу та спілкування з релігійною аудиторією в Техасі.

### Книга Ньюта Ґінґріча
Хейхо написала главу до книги Ньюта Ґі́нґріча про зміну клімату в 2009 році. У 2011 році співавторка книги Ґінґріча Террі Мапл повідомила їй, що вона була прийнята. Наприкінці 2011 року Ґінґріч оголосив, що на його прохання ця глава була відхилена.
Дізнавшись про те, що її главу було відкинуто, Хейхо заявила: «Я не чула про це» і написала твіт про те, що вона витратила більше 100 неоплачених годин на роботу над цим розділом. Дехто вважає, що Ґінґріч відкинув главу через те, що Марк Морано, який не є науковцем, написав на своєму сайті Climate Depot багато статей проти її висновків. Це, а також її поява на телевізійному шоу Біла О'Райлі, призвело до того, що наступного дня Хейхо надіслали майже 200 ненависницьких повідомлень. Незабаром після цього консервативний PAC Американський інститут традицій подав запит згідно з Законом про свободу інформації до державного університету, роботодавця Хейхо, з метою отримання її нотаток та листів, пов'язаних з написанням неопублікованої глави для книги Ґінґріча.

## Особисте життя
Хейхо є євангельською християнкою, дочкою місіонерів.  Вона заявила, що визнання себе християнинкою і науковицею є "неначе вихід з шафи".  Її батько Дуг Хейхо був координатором науки і техніки в окружній школі Торонто і в даний час є доцентом кафедри освіти в Університетському коледжі і семінарії Тіндейла в місті Торонто.  Хейхо віддає належне батьку, який надихав її і переконав, що наука і релігія не повинні конфліктувати одна з одною.
З Ендрю Фарлі, з яким взяла шлюб, познайомилася під час навчання в Іллінойському державному університеті. Фарлі є лінгвістом і пастором євангельської церкви в Лаббоку, штату Техас.